# Dunărea Galați în sezonul 1979-1980
Sezonul 1979-1980  este primul sezon în care echipa gălățeană mai rămâne în Liga I, doar sezonul următor va mai rămâne dar în rest până în 1983-1984 această echipă nu va mai juca niciodată în liga I, în acest sezon abia promovase din liga a II-a fiind într-o ligă cu echipe mai slabe rele dar și mai bune puternice.

## Echipă
| Nr. |         | Poziție | Jucător            |
| --- | ------- | ------- | ------------------ |
| -   | România | P       | Vasile Oană        |
| -   | România | P       | Ilie Hagioglu      |
| -   | România | P       | Mihai Jivan        |
| -   | România | F       | Mihai Olteanu      |
| -   | România | F       | Nicușor Vlad       |
| -   | România | F       | Ion Constantinescu |
| -   | România | F       | Gelu Popescu       |
| -   | România | F       | Irimia Popescu     |
| -   | România | F       | Constantin Țolea   |
| -   | România | M       | Radu Moțoc         |
| -   | România | M       | Mihail Majearu     |
| -   | România | M       | Mihail Băjenaru    |
| -   | România | M       | Costel Orac        |
| -   | România | M       | Nicolae Burcea     |
| -   | România | A       | Sorin Balaban      |
| -   | România | A       | Valentin Cramer    |
| -   | România | A       | Cristian Rusu      |

## Transferuri

### Sosiri
| Post | Jucător       | De la echipa    | Suma de transfer  | Dată |  | ---- |
| ---- | ------------- | --------------- | ----------------- | ---- |  | ---- |
| A    | Cristian Rusu | Victoria Tecuci | liber de contract | -    |  |      |
| P    | Mihai Jivan   | UTA Arad        | liber de contract | -    |  |      |

### Plecări
| Post | Jucător  | De la echipa | Suma de transfer  | Dată |  | ---- |
| ---- | -------- | ------------ | ----------------- | ---- |  | ---- |
| M    | Ene Aret | CSU Galați   | liber de contract | -    |  |      |

Clasamentul după 34 de etape se prezintă astfel:

## Seria II

### Rezultate
| Victorii | Egaluri | Înfrângeri | Cea mai mare victorie | Cea mai mare înfrangere |

### Sezon intern
| 1  | FCM Galați               | FC Politehnica Timișoara |  | 1-3 |
| 2  | FC Baia Mare             | FCM Galați               |  | 7-1 |
| 3  | FCM Galați               | Olimpia Satu Mare        |  | 3-0 |
| 4  | FCM Galați               | Steaua București         |  | 1-1 |
| 5  | Chimia Râmnicu Vâlcea    | FCM Galați               |  | 1-0 |
| 6  | Olt Scornicești          | FCM Galați               |  | 1-0 |
| 7  | FCM Galați               | CS Târgoviște            |  | 2-0 |
| 8  | FCM Galați               | ASA Târgu Mureș          |  | 2-0 |
| 9  | Jiul Petroșani           | FCM Galați               |  | 3-0 |
| 10 | SC Bacău                 | FCM Galați               |  | 2-2 |
| 11 | FCM Galați               | FC Argeș Pitești         |  | 2-1 |
| 12 | FCM Galați               | FC Politehnica Iași      |  | 3-2 |
| 13 | Dinamo București         | FCM Galați               |  | 1-1 |
| 14 | FC Universitatea Craiova | FCM Galați               |  | 3-1 |
| 15 | FCM Galați               | Sportul Studențesc       |  | 1-1 |
| 16 | Gloria Buzău             | FCM Galați               |  | 2-3 |
| 17 | FCM Galați               | Universitatea Cluj       |  | 2-2 |
| 18 | FC Politehnica Timișoara | FCM Galați               |  | 0-3 |
| 19 | FCM Galați               | FC Baia Mare             |  | 1-2 |
| 20 | Olimpia Satu Mare        | FCM Galați               |  | 2-2 |
| 21 | Steaua București         | FCM Galați               |  | 2-2 |
| 22 | FCM Galați               | Chimia Râmnicu Vâlcea    |  | 2-3 |
| 23 | FCM Galați               | Olt Scornicești          |  | 0-1 |
| 24 | CS Târgoviște            | FCM Galați               |  | 1-3 |
| 25 | ASA Târgu Mureș          | FCM Galați               |  | 2-5 |
| 26 | Jiul Petroșani           | FCM Galați               |  | 0-0 |
| 27 | FCM Galați               | SC Bacău                 |  | 0-1 |
| 28 | FC Argeș Pitești         | FCM Galați               |  | 0-1 |
| 29 | FC Politehnica Iași      | FCM Galați               |  | 0-1 |
| 30 | FCM Galați               | Dinamo București         |  | 0-2 |
| 31 | FCM Galați               | FC Universitatea Craiova |  | 2-1 |
| 32 | Sportul Studențesc       | FCM Galați               |  | 1-3 |
| 33 | FCM Galați               | Gloria Buzău             |  | 0-4 |
| 34 | Universitatea Cluj       | FCM Galați               |  | 3-5 |